# Budova německé reálky v Brně
Budova německé reálky v Brně je školní budova čp. 463 postavená v letech 1858 až 1859 architektem Ludwigem Försterem. Stojí v centru Brna u Malinovského náměstí na nároží ulic Jánská a Měnínská na adrese Jánská 22. Jedná se o historizující stavbu s průčelím vycházejícím z románského slohu a florentské palácové renesance. Je chráněná jako kulturní památka.
Ve škole učil i Gregor Mendel, jeho působení připomíná pamětní deska na fasádě.
V listopadu 2024 zastupitelstvo města Brna schválilo směnu školní budovy za Chleborádovu vilu s brněnským biskupstvím římskokatolické církve. Biskupství městu v rámci směny doplatilo přibližně 53 milionů korun (tržní cena budovy reálky byla odhadnuta na zhruba 120 milionů korun) a v budově reálky chce zřídit církevní základní školu. K celé transakci došlo v lednu 2025.

## Interiér

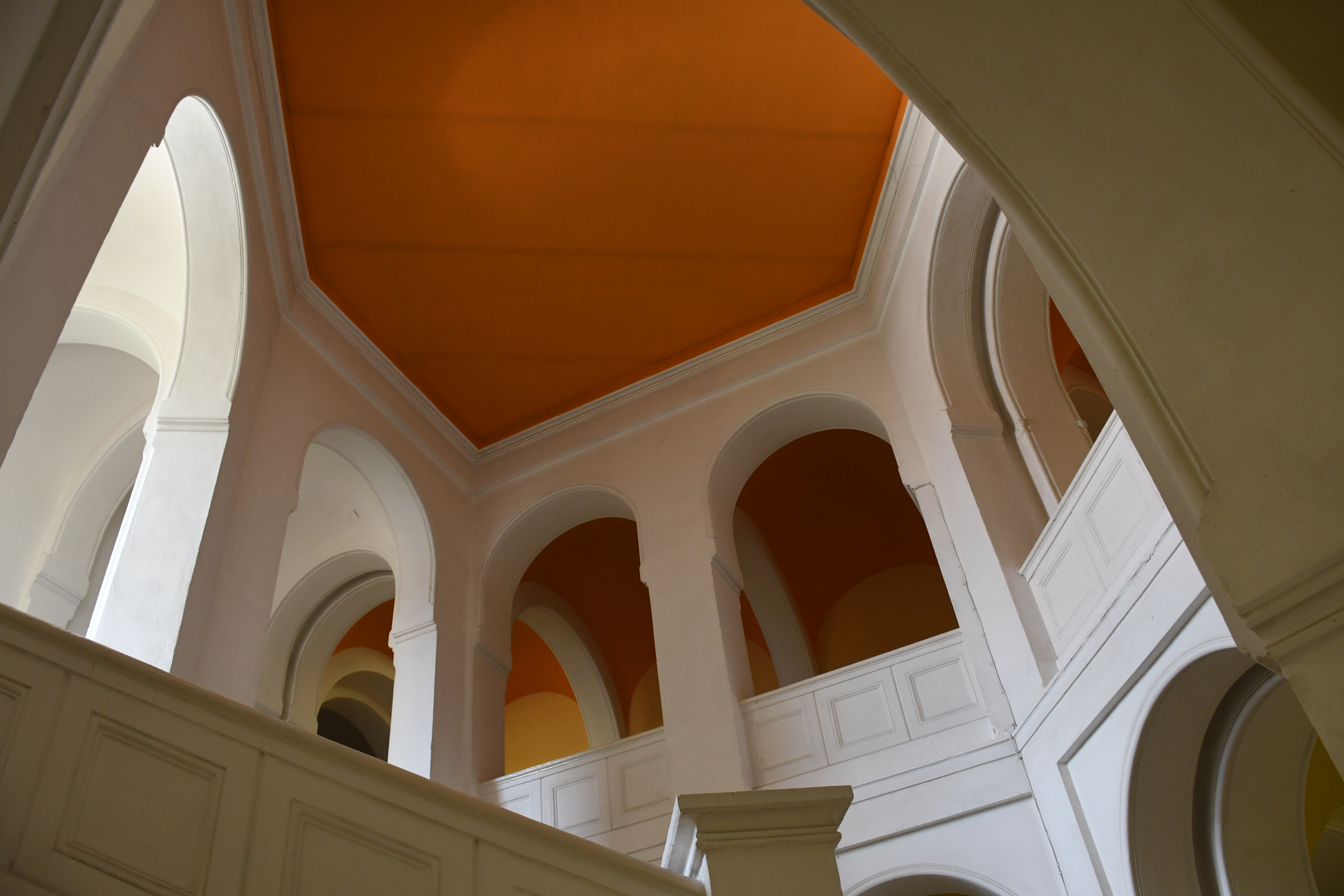
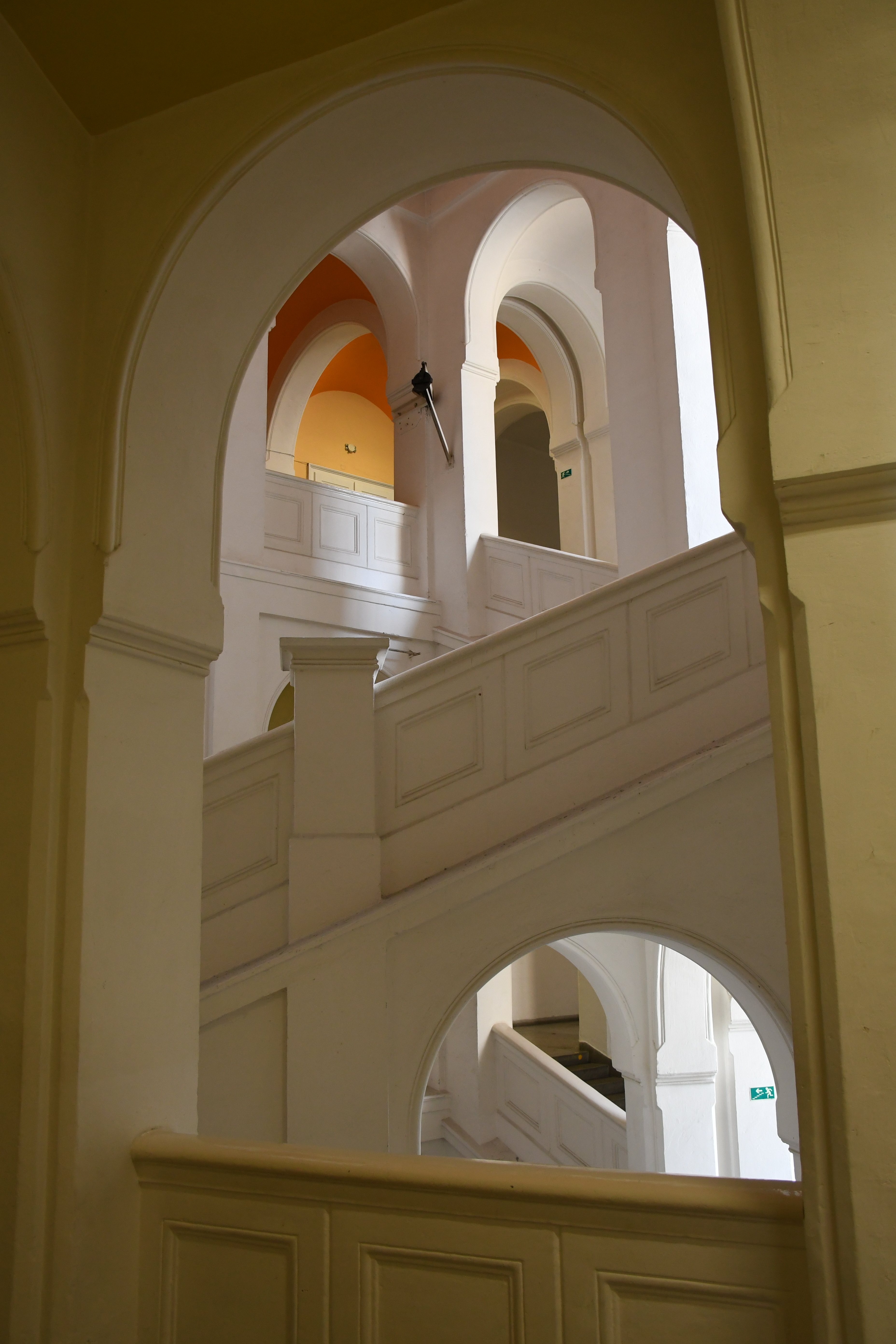
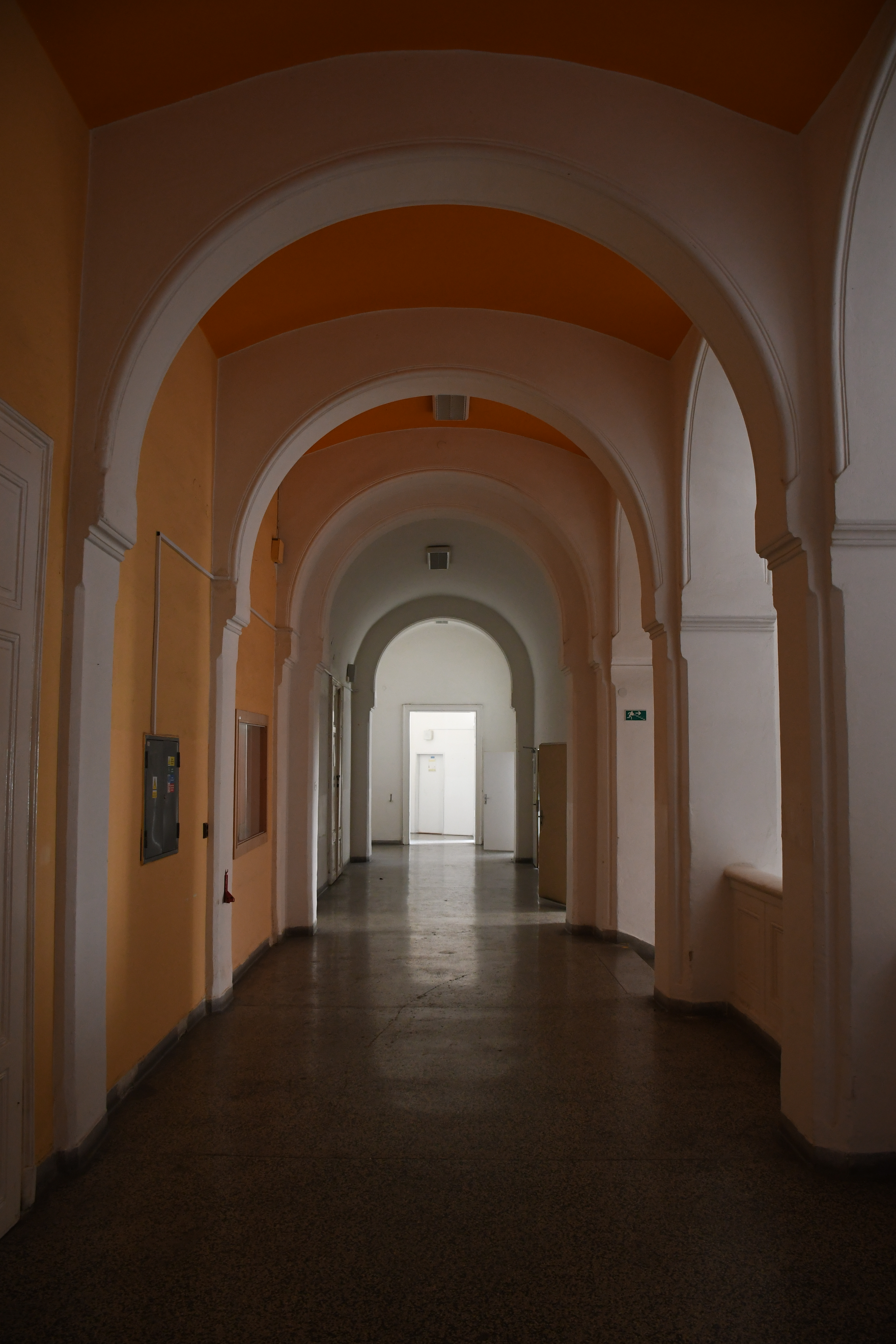